# Josias Braun Blanquet
Josias Braun Blanquet nascut amb el nom de Josias Braun (Chur, Suïssa, 3 d'agost de 1884 – Montpeller, França, 20 de setembre de 1980) va ser un influent fitosociòleg i botànic.
Estudià com afeccionat la flora dels Alps. La qualitat del seu treball va fer que, gràcies a Eduard Rübel, obtingués un lloc de treball com a « Privatdozent » a l'Escola politècnica federal de Zurich. Aviat però marxà a França, establint-se a Montpellier on va trobar Gabrielle Blanquet, que esdevindria la seva esposa; ell uniria el seu cognom al d'ella signant en endavant els seus treballs com « Josias Braun-Blanquet ».
Sota la direcció dels professors Flahault i Pavillard, Josias emprèn una tesi doctoral sobre la vegetació de les Cévennes meridionals, presentada el 1915. El 1930, fundà l'Estació Internacional de Geobotànica Mediterrània i Alpina (SIGMA) de Montpeller. El 1948, començà a editar la revista Vegetatio que esdevindrà ràpidament la tribuna internacional de la geobotànica.
Els seus treballs són reconeguts amb la medalla d'or de la Societat linneana de Londres el 1974.

## Fitosociologia
Establí la manera moderna de classificar la vegetació d'acord amb la composició florística.

## Classificació de les comunitats de plantes
El sistema de classificació de Braun-Blanquet utilitza el nom científic de les seves espècies més característiques com homònim, canviant el final del nom del gènere a "-etum" i tractant el nom específic com un adjectiu. Així un tipus particular de prat mesotròfic estès per l'Europa occidental i dominat només per la gramínia Arrhenatherum elatius passa a dir-se Arrhenatheretum elatioris Br.-Bl..
Per a distingir entre comunitats de plantes similars dominades per les mateixes espècies, també s'inclouen en el nom el d'altres espècies importants (o característiques), seguint les mateixes regles. Així, un altre tipus de pastura mesotròfica europea però dominada per Centaurea nigra i Cynosurus cristatus – s'anomena Centaureo nigrae-Cynosuretum cristati Br.-Bl. & Tx..
Si la segona espècie és característica però notablement menys dominant que la primera, el nom del gènere es pot fer servir com a adjectiu. Per exemple, el nom Pterocarpetum rhizophorosus designa un tipus de vegetació higròfila tropical on abunda Pterocarpus officinalis i hi és significant, però no prominent, el mangle Rhizophora mangle.

## Obres
- L'Origine et le développement des flores dans le Massif central de France, avec aperçu sur les migrations des flores dans l'Europe sud-occidentale (imprimerie A. Rey, Lyon; Léon Lhomme, Paris; Beer et Cie, éditeurs, Schlüsselgasse, Zurich, 1923).
- Études phytosociologiques en Auvergne (imprimerie de G. Mont-Louis, Clermont-Ferrand, 1926).
- Avec G. Tallon et Stjepan Horvati (1899-1975), Comité international du Prodrome phytosociologique. Prodrome des groupements végétaux. ″Prodromus der Pflanzengesellschaften″. Fasc. 1. ″Ammophiletalia″ et ″Salicornietalia″ méditerranéen (Mari-Lavit, Montpellier, 1934).
- Helmut Meier, Comité international du Prodrome phytosociologique. Prodrome des groupements végétaux. ″Prodromus der Pflanzengesellschaften″. Fasc. 2. Classe des asplenietales rupestres, groupements rupicoles (Mari-Lavit, Montpellier, 1934).
- La Forêt d'yeuse languedocienne (Quercion illicis), monographie phytosociologique (Mari-Lavit, Montpellier, 1936).
- Avec Wacław Gajewski (1911-1997), M. Wraber, J. Walas Comité international du Prodrome phytosociologique. Prodrome des groupements végétaux. ″Prodromus der Pflanzengesellschaften″. Fasc. 3. Classe des ″Rudereto secalinetales″, groupements messicoles, culturaux et nitrophiles-rudérales du cercle de végétation méditerranéen (Mari-Lavit, Montpellier, 1936).
- Avec M. Moor Comité international du Prodrome phytosociologique. Prodromus der Pflanzengesellschaften. ″Prodrome des groupements végétaux″. Fasz. 5. Verband des ″Bromion erecti″ (1938).
- Avec J. Vlieger et G. Sissingh Comité international du Prodrome phytosociologique. ″Prodromus der Pflanzengesellschaften″. Prodrome des groupements végétaux. ″Fasz. 6. Klasse der Vaccinio-Piceetea, Nadelholz-und Vaccinienheiden (1939).
- Avec René Molinier (1899-1975) et H. Wagner Comité international du prodrome phytosociologique. Prodrome des groupements végétaux. Prodromus der Pflanzengesellschaften. Fasc. 7. Classe cisto-lavanduletea (landes siliceuses à cistes et lavandes) (Station internationale de géobotanique méditerranéenne et alpine, Montpellier, 1940).
- 1. La Station internat. de géobotanique méditerranéenne et alpine en 1941-43. 2. Sur l'importance pratique d'une carte détaillée des associations végétales de la France (Imprimerie de la Charité, Montpellier, 1944).
- Avec R. Molinier, Marie Louis Emberger (1897-1969) Instructions pour l'établissement de la carte des groupements végétaux (Centre national de la recherche scientifique, 1947).
- La Végétation alpine des Pyrénées Orientales, étude de phyto-sociologie comparée (Monografías de la Estación de Estudios Pirenaicos y del Instituto Español de Edafología, Ecología y Fisiología Vegetal, 9 (Bot. 1). Consejo Superior de Investigaciones Científicas, Barcelona, 1948)
- La Végétation de l'étage alpin des Pyrénées orientales comparée à celle des Alpes (El noticiero, Saragosse, 1950).
- Les Groupements végétaux de la France méditerranéenne (imprimerie de Macabet frères, Vaison-la-Romaine, 1952).
- Pflanzensoziologie : Grundzüge der Vegetationskunde (Springer, Vienne, 1964).
- Las comunidades vegetales de la depresión del Ebro y su dinamismo, con Oriol de Bolòs (Ayuntamiento de Zaragoza, 1987).